# Comté de Madison (Arkansas)
Pour les articles homonymes, voir Comté de Madison.
Le comté de Madison est un comté de l'État de l'Arkansas aux États-Unis. Au recensement de 2010, il comptait 15 717 habitants. Son siège est Huntsville.

## Démographie
| 1840  | 1850  | 1860  | 1870  | 1880   | 1890   |
| ----- | ----- | ----- | ----- | ------ | ------ |
| 2 775 | 4 823 | 7 740 | 8 231 | 11 455 | 17 402 |

| 1900   | 1910   | 1920   | 1930   | 1940   | 1950   |
| ------ | ------ | ------ | ------ | ------ | ------ |
| 19 864 | 16 056 | 14 918 | 13 334 | 14 531 | 11 734 |

| 1960  | 1970  | 1980   | 1990   | 2000   | 2010   |
| ----- | ----- | ------ | ------ | ------ | ------ |
| 9 068 | 9 453 | 11 373 | 11 618 | 14 243 | 15 717 |